# Puendeluna
Puendeluna è un comune spagnolo di 58 abitanti situato nella comunità autonoma dell'Aragona.